# 짐 커밍스
짐 커밍스(영어: Jim Cummings, 1952년 11월 3일 ~ )은 미국의 성우이다.

## 출연작

### 애니메이션
- 꼬마 경찰 봉커스-봉커스,럭키
- 덱스터의 실험실-레드아이
- 덕 다저스-테즈매니안 데빌,쿠쿠
- 릴로 & 스티치 TV시리즈-TV 아나운서
- 루니 툰 - 벅스 버니와 대피 덕-테즈매니안 데빌
- 미키의 클럽하우스-피트,험프리,개구리
- 미키 마우스 워크-피트,험프리
- 보거스는 내 친구
- 알라딘과 도적의 왕(TV시리즈)-라줄
- 오지와 드릭스-둔근 대장
- 외계소년 위제트- 메가통
- 재키 찬 어드벤쳐- 하푸
- 티몬과 품바-에드,보리스(품바의 삼촌)
- 캣독-캣
- 하우스 오브 마우스-피트,에드,늑대,험프리,푸,라줄,제스퍼,부머,오토,족제비들
- 호기심 많은 조지-피스게티
- 트랜스포머 로봇 인 디스가이즈 - 클램프 다운

### 극장용 애니메이션
- 공주와 개구리-레이
- 곰돌이 푸-푸,티거
- 구피 무비-피트
- 구피 무비 X게임 대소동-피트
- 꿀벌 대소동-나레이션,졸업식 아나운서
- 디즈니 삼총사-피트 대장
- 라이온 킹-에드
- 라이온 킹 2-스카,추가 음성
- 라이온 킹 3-에드
- 미키의 크리스마스 선물-엑스트라
- 뮬란-훈족,병사,추가 음성
- 발토-스틸
- 브라더 베어 2-티아나의 아버지,라쿤
- 아기돼지 삼형제-늑대
- 알라딘과 도적의 왕-라줄
- 엘도라도 - 코테스
- 자파의 귀환-라줄
- 정글북 2-카,MC원숭이
- 티거 무비-티거,푸
- TMNT-추가 음성
- 포카혼타스-추장(노래),캐커타(노래)
- 출동! 도토리 구조대-에드지,베어
- 마이펫의 이중생활-추가 음성

### 영화
- 곰돌이 푸 다시 만나 행복해-푸 / 티거